# Jermaine Jenas
Jermaine Anthony Jenas (ur. 18 lutego 1983 w Nottingham) – angielski piłkarz występujący na pozycji pomocnika.

## Kariera klubowa
Jenas pochodzi z Nottingham. Jako dziecko uczęszczał do szkółki piłkarskiej miejscowego Nottingham Forest, gdzie w roku 2001 został włączony do pierwszej drużyny. W seniorskiej ekipie zadebiutował 7 stycznia w pojedynku z Wolverhampton Wanderers w ramach Pucharu Anglii. Po jednym sezonie tam spędzonym, w którym zdobył cztery bramki w dwudziestu dziewięciu ligowych meczach przeszedł za kwotę pięciu milionów funtów do Newcastle United w lutym 2002 roku. Zadebiutował w nim 9 lutego w meczu z Southampton. W pierwszym roku gry w nowym klubie został wybrany przez PFA Młodym Piłkarzem Roku. W swoim klubie występował przez trzy lata. W tym czasie dla Newcastle zaliczył sto dziesięć ligowych występów, w których strzelił dziewięć bramek. Następnie, 31 sierpnia 2005 podpisał kontrakt na sumę siedmiu milionów funtów z Tottenhamem Hotspur. W nowej drużynie Anglik zadebiutował 10 września w zremisowanym 0:0 ligowym meczu z Liverpoolem. W pierwszym sezonie tam spędzonym zagrał jeszcze w trzydziestu meczach i strzelił sześć goli. W sezonie 2007/08 wraz ze swoim klubem świętował zdobycie Pucharu Ligi Angielskiej.
W 2011 roku przebywał na wypożyczeniu w Aston Villi do której przeszedł latem 2011 roku.
28 września 2012 roku został na miesiąc wypożyczony do Nottingham Forest.

## Kariera reprezentacyjna
Jenas występował na Mistrzostwach Europy do lat 17. Zaliczył także dziewięć występów w reprezentacji U-21. W kadrze A zadebiutował 12 lutego 2003 w przegranym 1:3 towarzyskim spotkaniu z Australią. Trzy lata później Sven-Göran Eriksson powołał go na Mistrzostwa Świata, na których Anglia dotarła do ćwierćfinału, w którym przegrała po rzutach karnych z Portugalią. Jenas na tym turnieju nie zagrał w żadnym spotkaniu. Swojego pierwszego gola w kadrze strzelił 6 lutego 2008 w pojedynku ze Szwajcarią. Dotychczas w barwach narodowych wystąpił dwadzieścia razy.

### Gole dla reprezentacji
| # | Data          | Obiekt                  | Przeciwnik | Gol na | Końcowy wynik | Rozgrywki       |
| - | ------------- | ----------------------- | ---------- | ------ | ------------- | --------------- |
| 1 | 6 lutego 2008 | Wembley, Londyn, Anglia | Szwajcaria | 1:0    | 2:1           | mecz towarzyski |

## Sukcesy
- Młody piłkarz roku według PFA: 2002/03
- Puchar Ligi Angielskiej: 2007/08